# Terra e Paixão
A Terra e Paixão egy brazil telenovella, amelyet a TV Globo készített és sugárzott 2023-ban. Főszereplői: Cauã Reymond, Bárbara Reis, Johnny Massaro, Paulo Lessa, Débora Falabella, Agatha Moreira, Tony Ramos és Glória Pires. Magyarországon még nem került adásba.

## Főszereplők
| Színész(nő)            | Szerepnév                       |
| ---------------------- | ------------------------------- |
| Cauã Reymond           | Caio Meirelles La Selva         |
| Bárbara Reis           | Aline Barroso Machado           |
| Johnny Massaro         | Daniel La Selva                 |
| Paulo Lessa            | Jonatas dos Santos              |
| Débora Falabella       | Lucinda do Carmo Amorim         |
| Agatha Moreira         | Graça Borghin Junqueira         |
| Tony Ramos             | Antônio La Selva                |
| Glória Pires           | Irene Pinheiro La Selva         |
| Eliane Giardini        | Agatha Santini La Selva         |
| Tatá Werneck           | Anely do Carmo / Rainha Delícia |
| Rainer Cadete          | Luigi San Marco                 |
| Débora Ozório          | Petra La Selva                  |
| Ângelo Antônio         | Raul Andrade Amorim (Andrade)   |
| Leandro Lima           | Delegado Marino Guerra          |
| Jonathan Azevedo       | Odilon Tavares                  |
| Leona Cavalli          | Gladys Borghin Junqueira        |
| Cláudio Gabriel        | Tadeu Junqueira                 |
| Thati Lopes            | Berenice Aureliana (Berê)       |
| Alexandra Richter      | Berenice Ferreira (Nice)        |
| Maicon Rodrigues       | Rodrigo                         |
| Charles Fricks         | Ademir La Selva                 |
| Tatiana Tiburcio       | Jussara Barroso Machado         |
| Camilla Damião         | Menah dos Santos                |
| Flávio Bauraqui        | Gentil dos Santos               |
| Igor Angelkorte        | Dr. Henrique Sampaio            |
| Gil Coelho             | César Verdelho                  |
| Suyane Moreira         | Iraê Guató                      |
| Renata Gaspar          | Mara Mamberti                   |
| Inez Viana             | Angelina Assunção               |
| Jeniffer Dias          | Victória Castro                 |
| Kizi Vaz               | Nina                            |
| Valéria Barcellos      | Luana Shine                     |
| Bruna Aiiso            | Dr. Laurita Corrêa              |
| Daniel Munduruku       | Xamã Jurecê Guató               |
| Mapu Huni Kui          | Raoni Guató                     |
| Lourinelson Vladimir   | Elias Mamberti                  |
| Amaury Lorenzo         | Ramiro Neves                    |
| Diego Martins          | Kelvin                          |
| Tairone Vale           | Ruan Alves                      |
| Natascha Stransky      | Silvia                          |
| Rafaela Cocal          | Yandara Guató                   |
| Márcio Tadeu           | Juvenal Mourão                  |
| Natalia Dal Molin      | Graciara                        |
| Letícia Laranja        | Flor da Conceição               |
| Paulo Roque            | Sidney                          |
| Samir Murad            | Pablo Ozen                      |
| Rafael Gualandi        | Enzo                            |
| Edvana Carvalho        | Lúcia                           |
| Merícia Cassiano       | Iná                             |
| Ignácio Luz            | Fernando "Nando"                |
| Matheus Assis          | João Barroso Machado            |
| Felipe Melquiades      | Cristian Kuerton Andrade        |
| Maria Carolina Basilio | Rosa                            |
| Izabela Cardin         | Melina Gonzales                 |
| Susana Vieira          | Cândida Rossini                 |

## Évados áttekintés
| Évad | Évad | Epizódok száma | Eredeti sugárzás | Eredeti sugárzás | Eredeti sugárzás | Magyar sugárzás | Magyar sugárzás | Magyar sugárzás |
| Évad | Évad | Epizódok száma | Évadpremier      | Évadfinálé       | Eredeti adó      | Évadpremier     | Évadfinálé      | Magyar adó      |
| ---- | ---- | -------------- | ---------------- | ---------------- | ---------------- | --------------- | --------------- | --------------- |
|      | 1.   | 221            | 2023. május 8    | 2024. január 19  |                  |                 |                 |                 |